# イッツ・レイト
「イッツ・レイト」 (It's Late) は、イギリスのバンド、クイーンの楽曲。同バンドのギタリスト、ブライアン・メイによって書かれた曲であり、1977年のアルバム『世界に捧ぐ』に収録されている。

## 概要
この曲は、メイの3幕の劇場ものとしてのアイディアであり、詩は歌詞シートで「acts」と呼ばれた。これは、エディ・ヴァン・ヘイレンの『炎の導火線』でのタッピングテクニックより数ヶ月前のタッピング奏法を使用している。メイは、「ギター・プレイヤー・マガジン」に、彼の使うタッピングテクニックは、テキサスの無名のバンドのギタリストから影響されたと述べている。タッピングは、既にジェネシスのスティーヴ・ハケットなど、他のプレイヤーによって使用されていた。
歌詞では、終わりかけの愛について書かれている。
この曲は、編集が多く施されているが、1978年にアメリカでシングルとしてリリースされ、ビルボード・チャートで72位まで上昇した。この曲は、後に、1997年の『クイーン・ロックス』に収録され、新しいビデオがラスベガスと売春婦の映画を利用し、ライヴパフォーマンスを挿入してつくられている。
クイーン+ポール・ロジャースによるアルバム『リターン・オブ・ザ・チャンピオンズ』では、『ハマー・トゥ・フォール』のストリップバックバージョンが、『イッツ・レイト』からのファッションでプレイされている。

## レコードでのメイのコメント
| 「         | これは、あなたの人生の物語の歌の1つです。私は、私が持っていた、そして他の人々もあったであろう経験のすべてであると考えます。しかし、これは非常に個人的であったとも推測します。この曲は、3つのパートに分けて書かれており、最初の部分は、家での物語で、男は彼女と一緒です。2部では、どこかの部屋であり、男は数人の他の女性と一緒におり、彼は愛しており、愛さざるを得ません。そして、最後の部分では、彼は女性と共に帰って行きます。 | 」 |
| —Brian May | |    |

## シングル収録曲

### 商用シングル
1. イッツ・レイト (シングルバージョン) - It's Late (May)
2. シアー・ハート・アタック - Sheer Heart Attack (Taylor)

### アメリカプロモシングル
1. イッツ・レイト (アルバムバージョン) - It's Late (Long Version) (May)
2. シアー・ハート・アタック - Sheer Heart Attack (Taylor)

## この楽曲を使用している作品
2006年のドキュメンタリー映画『Kurt Cobain: About a Son』にも登場する。また、ジョディ・ヒルの映画『オブザーブ・アンド・レポート』にもクレジットされている。

## 担当
- フレディ・マーキュリー - リード・ボーカル、コーラス
- ブライアン・メイ - エレクトリック・ギター、コーラス
- ロジャー・テイラー - ドラムス、コーラス
- ジョン・ディーコン -  エレクトリックベース